# 布朗斯維爾 (明尼蘇達州)
布朗斯維爾（英語：Brownsville）是一個位於美國明尼蘇達州休斯頓縣的城市。

## 人口
根據2020年美國人口普查的數據，布朗斯維爾的面積為4.79平方千米，當中陸地面積為4.79平方千米，而水域面積為0.00平方千米。當地共有人口566人，而人口密度為每平方千米118人。